# 余泽兰
余泽兰（1893年—1956年），又名余兰园，曾用名余馥庭，男，福建古田人，中国化学家、化学教育家，曾任北京农业大学教授。